# Pont ferroviaire de Bordeaux
Le pont ferroviaire de Bordeaux est un pont ferroviaire français de la ligne de Paris-Austerlitz à Bordeaux-Saint-Jean, qui permet le franchissement de la Garonne à Bordeaux, situé à proximité de la gare (en son côté nord) de cette ville.
Remplaçant la passerelle Eiffel (1860), près de laquelle il a été construit en parallèle, il est mis en service en 2008 après deux ans de construction.

## Situation ferroviaire
Le pont ferroviaire de Bordeaux est situé au point kilométrique (PK) 582,842 de la ligne de Paris-Austerlitz à Bordeaux-Saint-Jean, à proximité de cette gare-ci. Il est également emprunté par les circulations de la ligne de Chartres à Bordeaux-Saint-Jean, qui rejoignent cette même gare.

## Histoire

### Origine du projet
Au début des années 2000, le projet de construction de la LGV Sud Europe Atlantique, ligne qui se termine désormais à quelques kilomètres au nord du pont (en confluant sur la ligne de Paris-Austerlitz à Bordeaux-Saint-Jean), nécessitait de doubler le nombre de voies à l'arrivée à la gare de Bordeaux-Saint-Jean, en raison de la hausse prévue du trafic. Le pont existant, la passerelle Eiffel construit en 1860 ne comportant que deux voies, arrivait à saturation et participait ainsi au bouchon ferroviaire de Bordeaux en ne pouvant donc plus absorber cette hausse.
Le nouveau pont, avec ses quatre voies, devait ainsi faciliter l'accès à ladite gare et aux lignes ferroviaires du sud de la Garonne.

### Construction
Le bureau d'études belge Greisch (BEG) fut le principal intervenant choisi, avec pour mission le contrôle général des travaux et les études du tablier métallique.
La première pierre fut posée le jeudi 16 mars 2006.
La mise en service sera faite le 11 mai 2008. Les travaux auront coûté 55 millions d’euros.

## Caractéristiques
Le pont, d'une longueur de 476 m et d'une largeur de 22 m, permet le passage des trains sur la Garonne ; il porte quatre voies.

## Galerie de photographies

Nouveau pont et ancienne passerelle
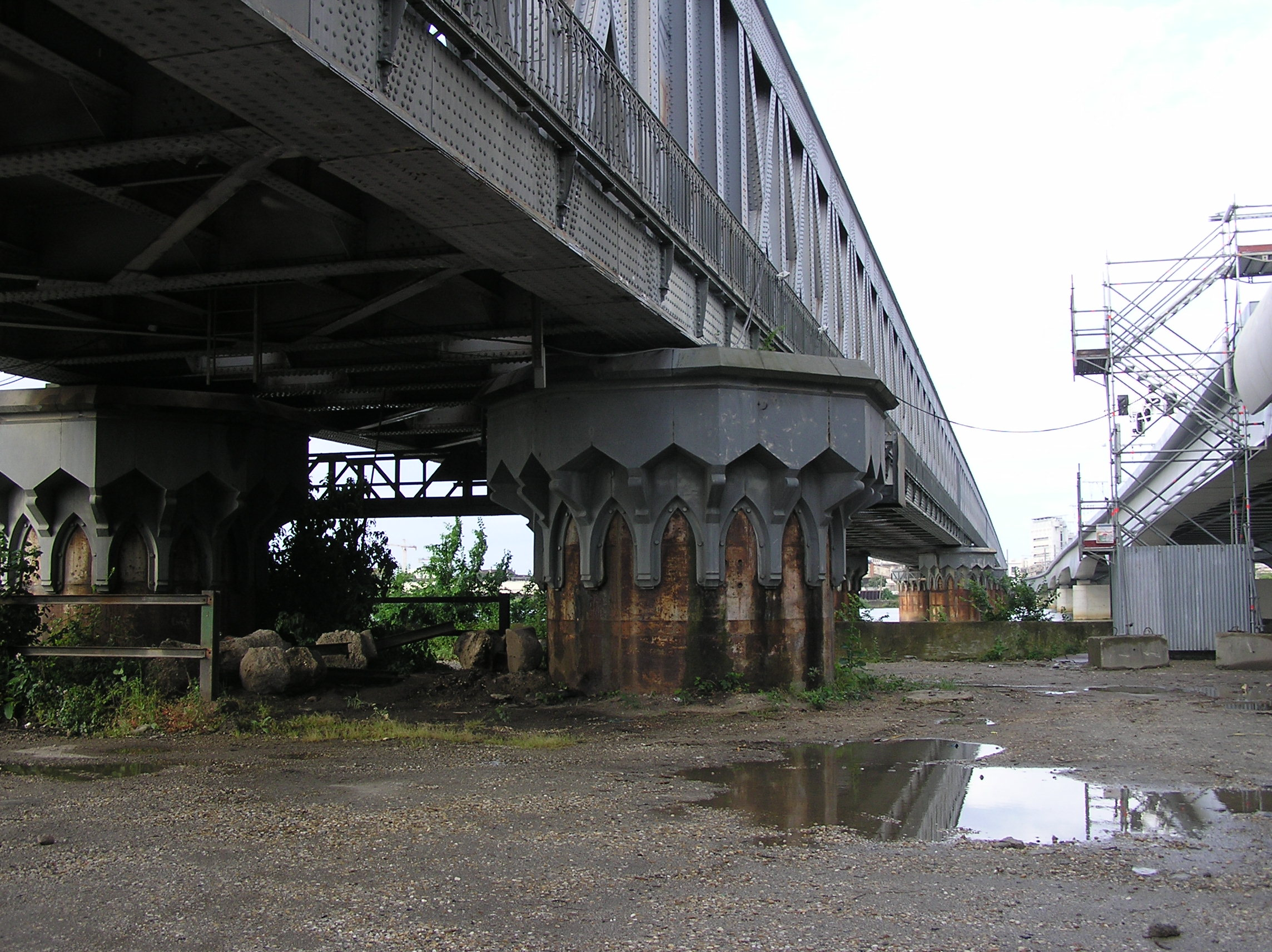
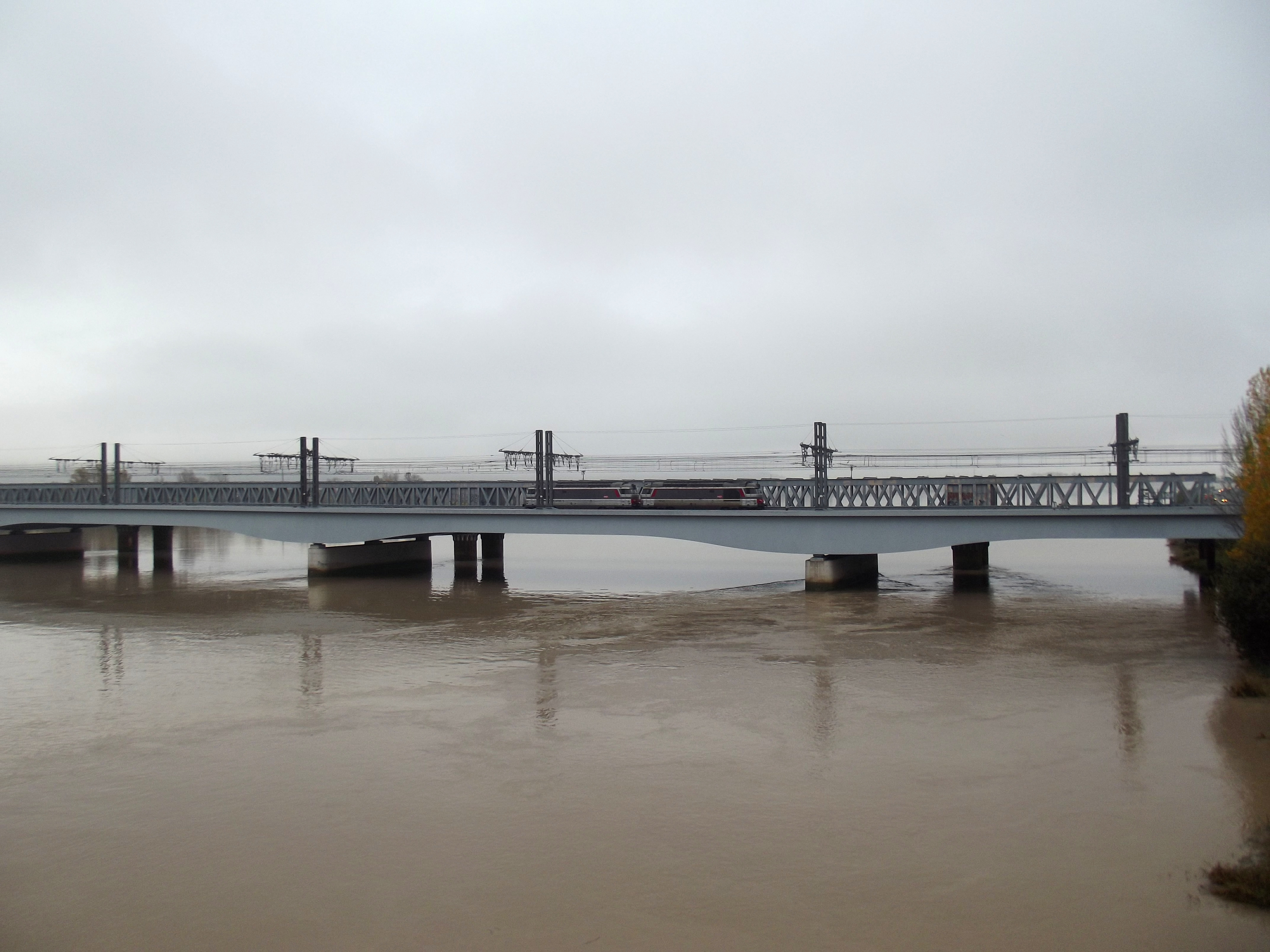
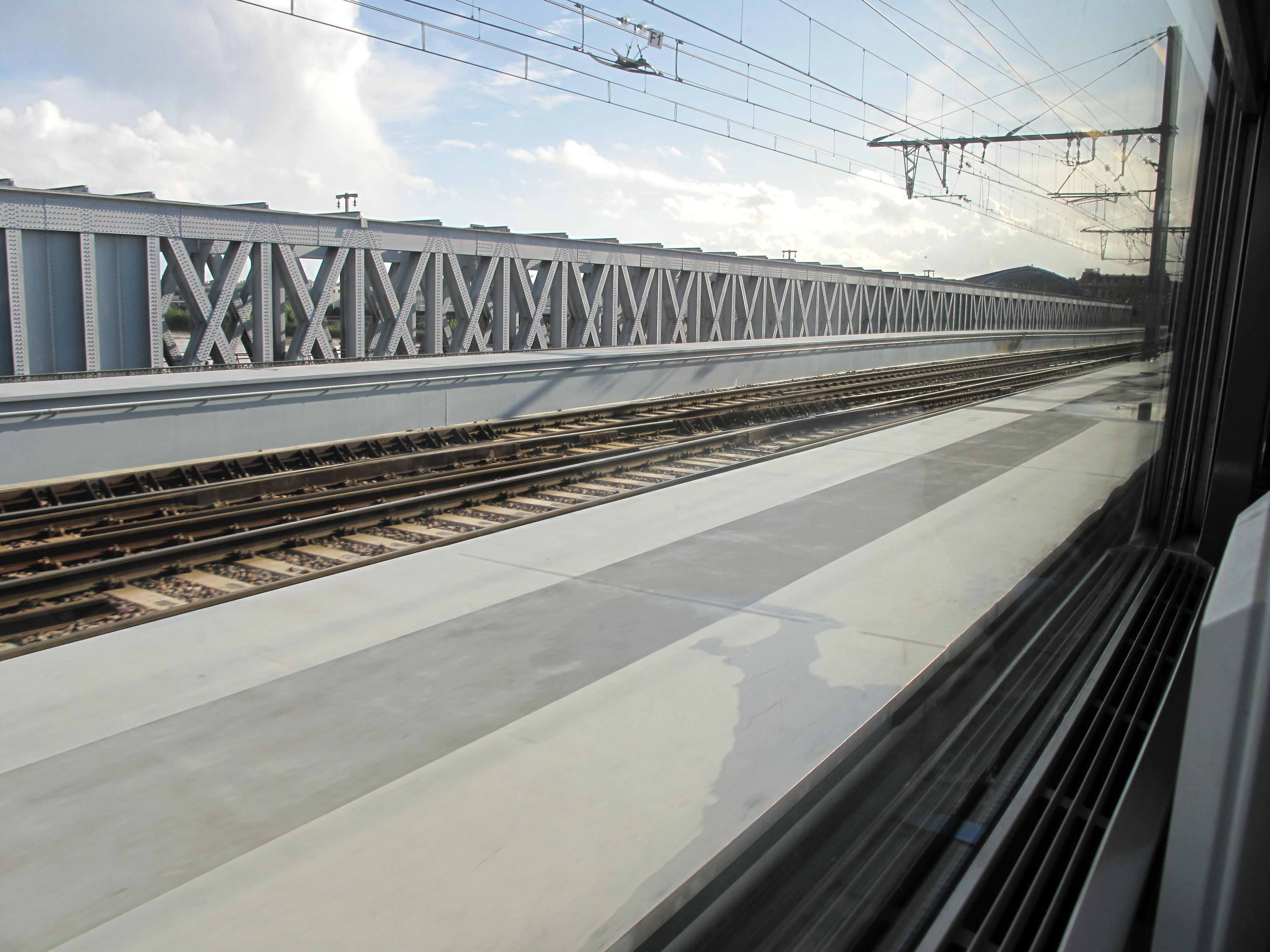
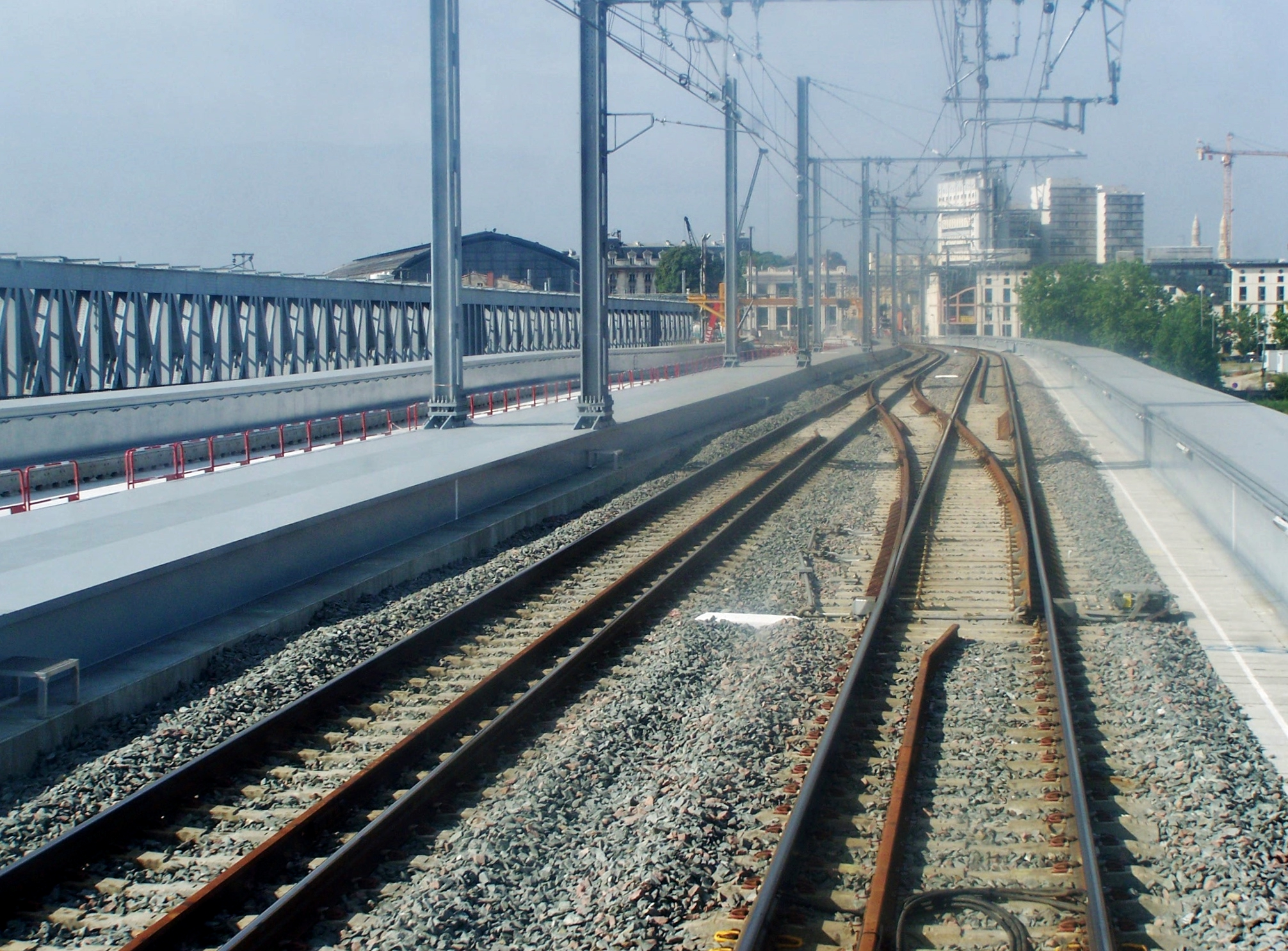